# Brattirò
Brattirò è una frazione del comune di Drapia, in provincia di Vibo Valentia, di 839 abitanti.

## Geografia fisica
Il paese sorge su una collina ad un'altitudine di 339 m s.l.m. ed è attraversato dalla Strada Provinciale 18 che lo collega con Tropea.

## Territorio
Nel territorio brattiroese sono presenti numerose campagne dedite all'agricoltura che è la principale fonte di sostentamento del paese.

## Origini del nome
Secondo alcune ipotesi il nome Brattirò deriva dal greco britarium (ossia "che scaturisce"), in riferimento a una sorgente che si trovava in prossimità del paese.
Secondo altre ipotesi, il nome avrebbe invece origine dalla parola latina pratum (ossia "pianura"), con l'aggiunta del suffisso accrescitivo "-one", formando la parola "PRAT-R-ONE" che tradotto vuol dire "un ampio pianoro".
Secondo Vincenzo Padula, nel suo Protogéa, ossia l'Europa preistorica del 1871: la parola Brattirò deriva dalla parola Bretto, di origine ebraica e roe, che in greco significa ruscelletto. Sicché Bratti-rò, significa ruscello di Bratta.

## Storia

### Origini
Brattirò sorse probabilmente durante la dominazione bizantina (tra il X e XI secolo). In quel periodo i suoi abitanti risiedettero in case fatte con blocchi di fango e paglia cotta al sole.

### Magna Grecia
I greci costruirono a Brattirò dei fossi che permise all'acqua piovana di andare verso il mare invece di dirigersi verso il centro cittadino; questi fossi vennero chiamati "Vajuni". Furono coltivati dei vigneti e degli uliveti di cui esistono tuttora dei discendenti.

### Dominazione aragonese
La popolazione brattiroese verso il 1300 si unì ad una schiera di briganti per combattere gli angioini. Si spinsero fino ad Aramoni (vecchio villaggio in prossimità del Poro) distruggendola e saccheggiando i villaggi circostanti. Questo brigantaggio terminò quando Carlo V ordinò il massacro dei briganti. Della popolazione sopravvisse solamente un bambino che fu il progenitore dei Rombolà di cui ne deriva la maggior parte della popolazione odierna.

### Casale di Tropea
Brattirò nel 1500 venne a far parte (fino all'avvento di Napoleone) dei 24 casali di Tropea. In quel periodo l'economia si basava sull'agricoltura e si alternarono periodi floridi a periodi bui. Molti nobili tropeani si trasferirono qui per stare lontani dal caos cittadino.

### Dominazione francese
Dal 1806 al 1815 (durante la dominazione francese) con l'avvento dei comuni il paese divenne a far parte del Comune di Ricadi.

### Ritorno dei Borbone
Con il ritorno dei Borbone delle Due Sicilie Brattirò divenne a far parte del Comune di Drapia.

### Italia
Con l'avvento dell'Unità d'Italia la popolazione raddoppiò. Molte persone trovarono opportunità di lavoro in America, prevalentemente negli Stati Uniti d'America, Argentina e in Brasile.

## Monumenti e luoghi d'interesse

### Chiesa di San Cosma e Damiano
La Chiesa intitolata ai SS. Cosma e Damiano ha un frequente pellegrinaggio proveniente dagli abitanti dei paesi limitrofi.

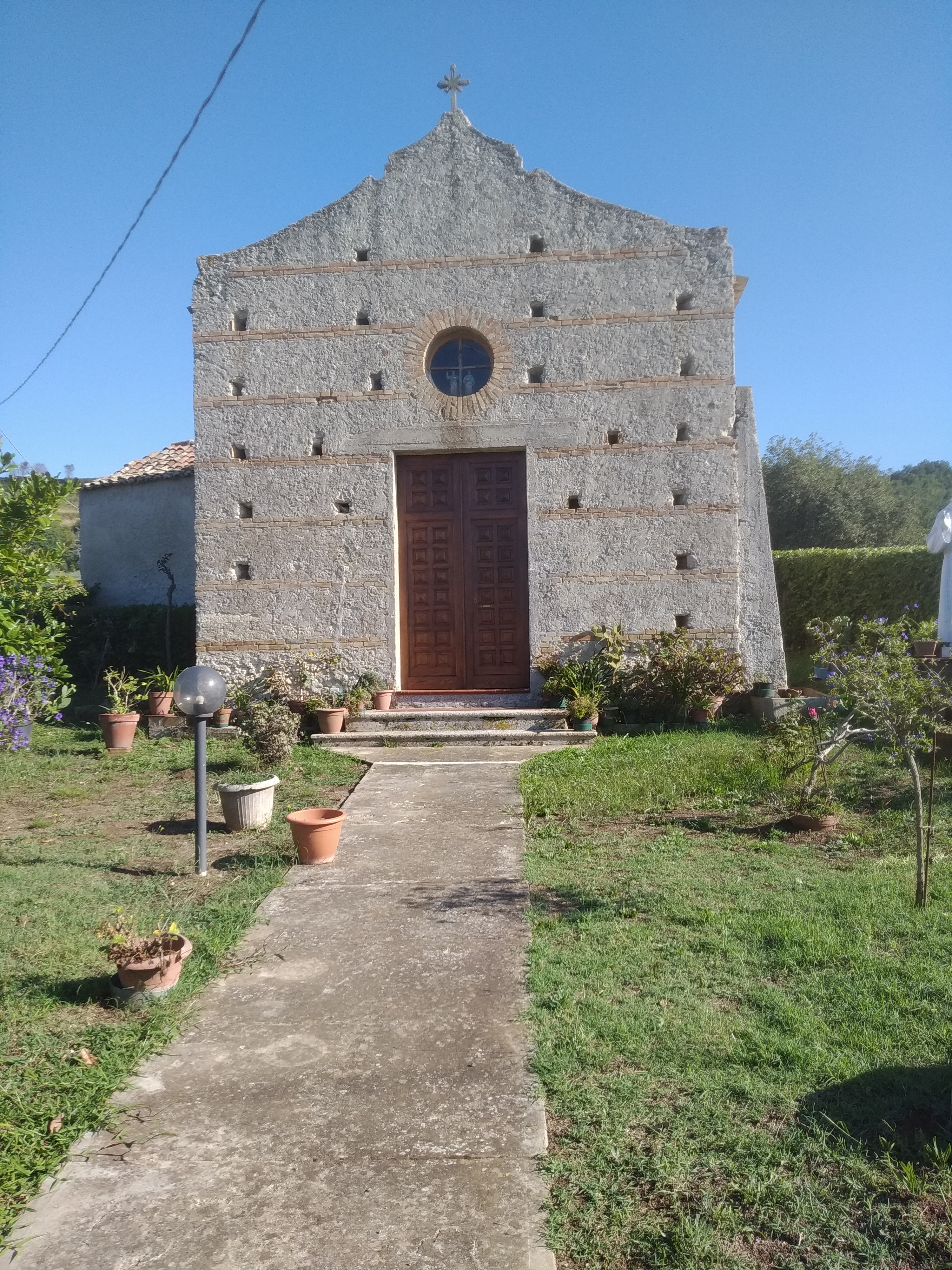
Chiesa dei SS. Cosma e Damiano

### Chiesa di San Pietro
La chiesa, intitolata a San Pietro (patrono del paese), fu progettata nel 1860 (sotto richiesta dei cittadini) da Giuseppe Gangemi (famoso in Calabria per aver progettato diverse chiese). La chiesa però fu considerata troppo piccola dai cittadini, così Gangemi, fu costretto a rivedere il progetto. Per costruire la chiesa furono scelti i migliori artigiani di Brattirò. In due anni (seppur con qualche inceppo) la chiesa fu completata. Fu consacrata nel febbraio del 1867. Durante i terremoti del 1905 e 1908 la chiesa fu danneggiata e servirono 15.000 lire per riparare i danni.

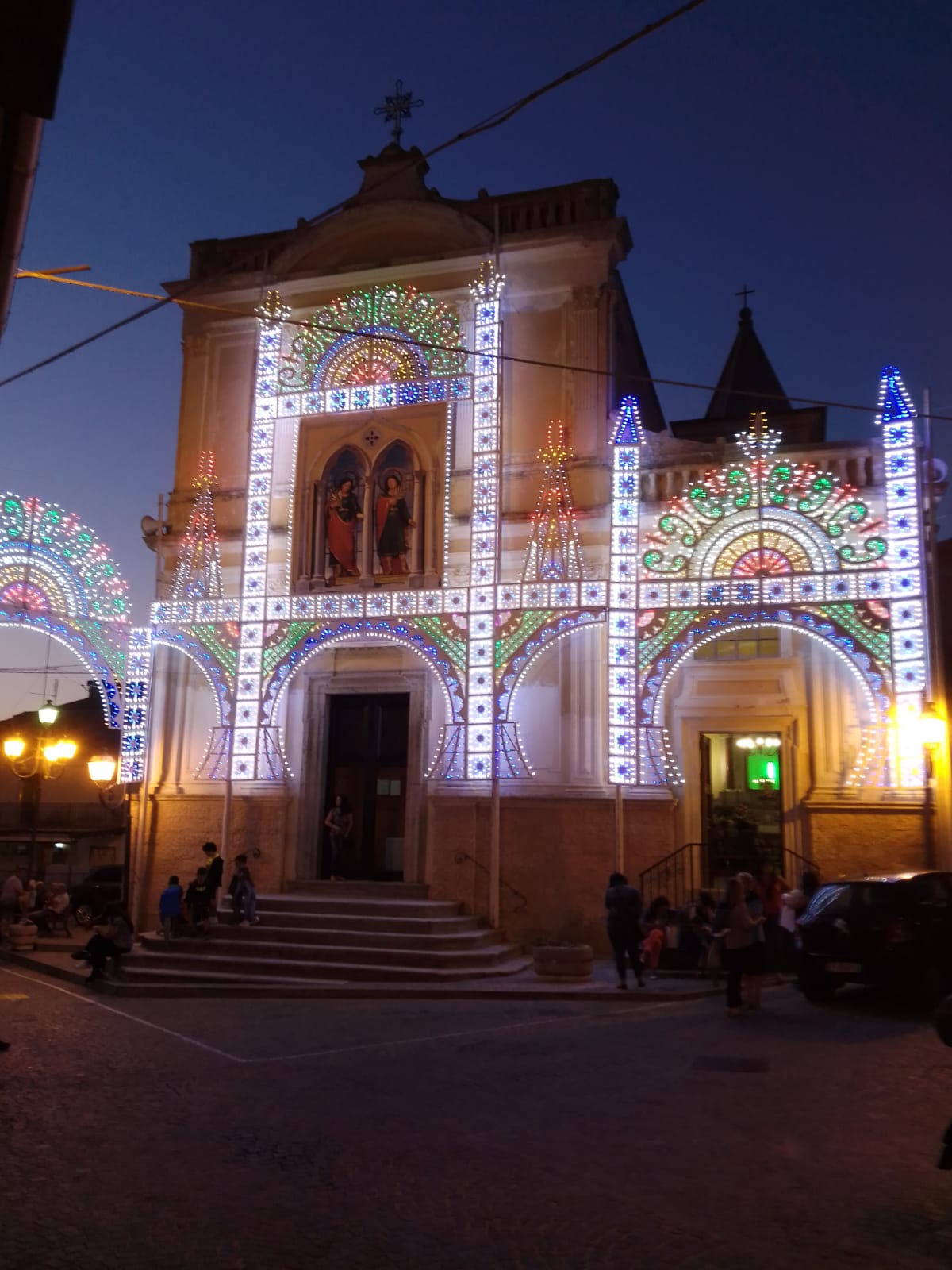
Chiesa di San Pietro

### Monumento ai Caduti
Il "Monumento ai Caduti" venne inaugurato il 29 giugno 2003 e dedicato ai soldati brattiroesi morti durante la Prima e Seconda Guerra Mondiale.

## Tradizioni e folclore

### Festa dei Santi Cosma e Damiano
Il 25, 26 e 27 settembre vengono festeggiati i SS. Cosma e Damiano. In questi giorni di festa viene allestito il mercato cittadino e delle giostre.

### Sagra del vino
Manifestazione che si svolge annualmente il 10 agosto è la "Sagra del Vino". Per le vie del paese vengono venduti prodotti tipici, in particolar modo il vino che è la principale fonte economica del paese .

## Economia
La piccola economia locale si basa sull'agricoltura, in particolare sulla produzione di vino.